# Fußball-Weltmeisterschaft 2010/Elfenbeinküste

## Qualifikation
Die Mannschaft qualifizierte sich über die Qualifikationsspiele des afrikanischen Fußballverbandes CAF für die Weltmeisterschaft in Südafrika.
In der zweiten Qualifikationsrunde traf die Elfenbeinküste in der Gruppe 7 auf Mosambik, Madagaskar und Botswana. Nachdem die ivorische Nationalmannschaft bereits als Favorit in die Gruppenphase gestartet war, wurde sie ihrem Ruf gerecht und stieg als klarer Gruppensieger mit drei Siegen und drei Remis in die dritte Quali-Runde auf.
Dort traf die Mannschaft in der Gruppe 5 auf Burkina Faso, Malawi und Guinea. Als abermaliger Favorit qualifizierte sich die Elfenbeinküste nach fünf Siegen und einem Remis aus sechs Spielen für die WM-Endrunde.

### Zweite Runde
1. Juni 2008:
Elfenbeinküste – Mosambik 1:0 (0:0)
8. Juni 2008:
Madagaskar – Elfenbeinküste 0:0
14. Juni 2008:
Botswana – Elfenbeinküste 1:1 (1:0)
22. Juni 2008:
Elfenbeinküste – Botswana 4:0 (2:0)
7. September 2008:
Mosambik – Elfenbeinküste 1:1 (0:0)
14. Oktober 2008:
Elfenbeinküste – Guinea 3:0 (1:0)

### Dritte Runde
29. März 2009:
Elfenbeinküste – Malawi 5:0 (3:0)
6. Juni 2009:
Guinea – Elfenbeinküste 1:2 (0:1)
20. Juni 2009:
Burkina Faso – Elfenbeinküste 2:3 (1:1)
5. September 2009:
Elfenbeinküste – Burkina Faso 5:0 (2:0)
10. Oktober 2009:
Malawi – Elfenbeinküste 1:1 (0:0)
14. November 2009:
Elfenbeinküste – Guinea 3:0 (2:0)

## Ivorisches Aufgebot
| Nr.               | Name                | Verein vor WM-Beginn       | Geburtstag | Spiele   | Tore     |          |          |          |          |
| Torhüter          | Torhüter            | Torhüter                   | Torhüter   | Torhüter | Torhüter | Torhüter | Torhüter | Torhüter | Torhüter |
| ----------------- | ------------------- | -------------------------- | ---------- | -------- | -------- | -------- | -------- | -------- | -------- |
| 1                 | Boubacar Barry      | Sporting Lokeren           | 30.12.1979 | 3        | 0        | 0        | 0        | 0        |          |
| 16                | Aristide Zogbo      | Maccabi Netanja            | 30.12.1981 | 0        | 0        | 0        | 0        | 0        |          |
| 23                | Daniel Yéboah       | ASEC Mimosas               | 13.11.1984 | 0        | 0        | 0        | 0        | 0        |          |
| Abwehrspieler     |                     |                            |            |          |          |          |          |          |          |
| 2                 | Benjamin Angoua     | FC Valenciennes            | 28.11.1986 | 0        | 0        | 0        | 0        | 0        |          |
| 3                 | Arthur Boka         | VfB Stuttgart              | 02.04.1983 | 2        | 0        | 0        | 0        | 0        |          |
| 4                 | Kolo Touré          | Manchester City            | 19.03.1981 | 3        | 0        | 0        | 0        | 0        |          |
| 6                 | Steve Gohouri       | Wigan Athletic             | 08.02.1981 | 0        | 0        | 0        | 0        | 0        |          |
| 17                | Siaka Tiéné         | FC Valenciennes            | 22.02.1982 | 2        | 0        | 1        | 0        | 0        |          |
| 20                | Guy Demel           | Hamburger SV               | 13.06.1981 | 2        | 0        | 1        | 0        | 0        |          |
| 21                | Emmanuel Eboué      | FC Arsenal                 | 04.06.1983 | 3        | 0        | 0        | 0        | 0        |          |
| 22                | Souleymane Bamba    | Hibernian Edinburgh        | 13.01.1985 | 0        | 0        | 0        | 0        | 0        |          |
| Mittelfeldspieler |                     |                            |            |          |          |          |          |          |          |
| 5                 | Didier Zokora       | FC Sevilla                 | 14.12.1980 | 3        | 0        | 1        | 0        | 0        |          |
| 9                 | Cheik Tioté         | FC Twente Enschede         | 21.06.1986 | 3        | 0        | 1        | 0        | 0        |          |
| 12                | Jean-Jacques Gosso  | AS Monaco                  | 15.03.1983 | 0        | 0        | 0        | 0        | 0        |          |
| 13                | Romaric             | FC Sevilla                 | 04.06.1983 | 3        | 1        | 0        | 0        | 0        |          |
| 14                | Emmanuel Koné       | Internațional Curtea Argeș | 31.12.1986 | 0        | 0        | 0        | 0        | 0        |          |
| 19                | Yaya Touré          | FC Barcelona               | 13.05.1983 | 3        | 1        | 0        | 0        | 0        |          |
| Stürmer           |                     |                            |            |          |          |          |          |          |          |
| 7                 | Seydou Doumbia      | BSC Young Boys             | 31.12.1987 | 1        | 0        | 0        | 0        | 0        |          |
| 8                 | Salomon Kalou       | FC Chelsea                 | 05.08.1985 | 3        | 1        | 0        | 0        | 0        |          |
| 10                | Gervinho            | OSC Lille                  | 27.05.1987 | 3        | 0        | 0        | 0        | 0        |          |
| 11                | Didier Drogba       | FC Chelsea                 | 11.03.1978 | 3        | 1        | 0        | 0        | 0        |          |
| 15                | Aruna Dindane       | FC Portsmouth              | 26.11.1980 | 3        | 0        | 0        | 0        | 0        |          |
| 18                | Abdul Kader Keïta   | Galatasaray SK             | 06.08.1981 | 3        | 0        | 1        | 0        | 0        |          |
| Trainer           |                     |                            |            |          |          |          |          |          |          |
|                   | Sven-Göran Eriksson |                            | 05.02.1948 |          |          |          |          |          |          |

## Vorrunde
| Rang | Land           | Tore | Punkte |
| ---- | -------------- | ---- | ------ |
| 1    | Brasilien      | 5:2  | 7      |
| 2    | Portugal       | 7:0  | 5      |
| 3    | Elfenbeinküste | 4:3  | 4      |
| 4    | Nordkorea      | 1:12 | 0      |

In der Vorrunde der Weltmeisterschaft 2010 in Südafrika traf die ivorische Fußballnationalmannschaft in der Gruppe G auf Brasilien, Nordkorea und Portugal. Nachdem man gegen Portugal nur unentschieden gespielt hatte und es gegen den klaren Gruppenfavoriten Brasilien die erwartete Niederlage gegeben hatte, war man nicht nur auf Schützenhilfe der Brasilianer im letzten Spiel gegen Portugal angewiesen, sondern hätte auch das 7:0 der Portugiesen gegen Nordkorea noch überbieten müssen. Beides passierte nicht und die Elfenbeinküste schied bei der ersten WM auf eigenem Kontinent bereits nach der Vorrunde aus.
- Dienstag, 15. Juni 2010; 16:00 Uhr in Port Elizabeth
 Elfenbeinküste –  Portugal 0:0

- Sonntag, 20. Juni 2010; 20:30 Uhr in Johannesburg (FNB-Stadion) 
 Brasilien –  Elfenbeinküste 3:1 (1:0)

- Freitag, 25. Juni 2010; 16:00 Uhr in Nelspruit
 Nordkorea –  Elfenbeinküste 0:3 (0:2)